# 랄프 두벨

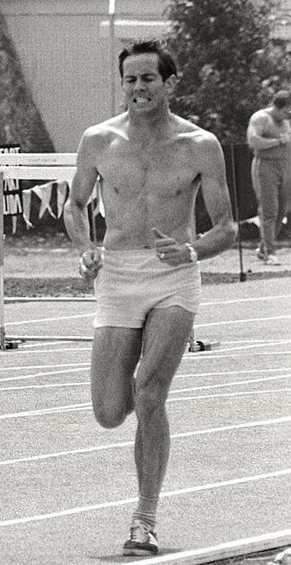

랄프 두벨(Ralph Doubell, 본명: 랄프 더글라스 두벨, Ralph Douglas Doubell AM, 1945년 2월 11일 ~ )은 호주의 전직 운동선수이자 1968년 하계 올림픽 금메달리스트이다.

## 운동선수 경력
두벨은 멜버른에서 태어나 멜버른 고등학교에서 교육을 받았으며 멜버른 대학교를 졸업했으며 그곳에서 오스트리아 태생의 코치 프란츠 스탬플의지도를 받았다.
800m에서 두벨의 첫 번째 주요 국제 우승은 1967년 도쿄에서 열린 세계 학생 게임에서 1분 46초 7의 기록이었다. 그의 다음 시즌(올림픽 시즌)은 아킬레스건 부상으로 인해 심하게 위축되었고, 멕시코시티 올림픽을 앞두고 6개월 동안 경기에 출전하지 못했다. 그러나 두벨은 멕시코 시티에서 제 시간에 회복하여 800m 금메달을 획득했으며, 경주 전 가장 좋아하는 케냐의 윌슨 키프루구트를 곧바로 통과하여 1분 44초 3의 세계 기록으로 우승했다.
두벨은 또한 1969년 태평양 컨퍼런스 게임에서 1분 48초의 기록으로 800m 금메달을 획득했다.
두벨은 1972년 뮌헨 올림픽에 참가할 계획이었으나 종아리 부상으로 인해 출전이 불가능했고, 이로 인해 육상 경기에서 은퇴하게 되었다.